# Linda Indergand
Linda Indergand (n. 13 iulie 1993, Altdorf⁠(d), Cantonul Uri, Elveția) este o ciclistă de performanță ce a reprezentat Elveția, medaliată olimpică. A participat la 2 ediții ale Jocurilor Olimpice (2016, 2020) în care a câștigat o medalie de bronz.